# Ctenochromis pectoralis
Ctenochromis pectoralis es una especie de pez de la familia Cichlidae en el orden de los Perciformes.

## Morfología
Los machos pueden llegar alcanzar los 7 cm de longitud total.

## Hábitat
Vive en agua dulce en zonas de clima tropical, de comportamiento bentopelágico.

## Distribución geográfica
Se encuentran en África: Kenia y sudeste de Tanzania -cerca de Korogwe-, zonas en las que en la actualidad se considera extinguido.